# Україно, Goodbye!
Україно, goodbye! — український кіноальманах-збірка короткометражок про гостру соціальну проблему України — еміграцію за кордон. До збірки входять 25 короткометражок українською або російською мовами.
Ця збірка — один з двох українських кіноальманахів-збірок короткометражок, спродюсованих компанією Артхаус Трафік. Інша збірка, Мудаки. Арабески вийшла у 2011 році.
У 2013 році, з 25 короткометражок «Україно, Goodbye!» було відібрано 6 для нової збірки під назвою «Українські злі»: Гамбург, Очерет, Ксенофілія, Ґауді, Та поїду!, Без ГМО, Красива жінка та Останній день. Прокатник збірки «Українські злі» Артхаус Трафік збирався випустити стрічку в широкий український прокат але через правовласницький конфлікт з Держкіно (яке співфінансувало виробництво короткометражок до збірки «Україно, Goodbye!»), стрічку було показано лише одного разу 28 березня 2013 року в київському кінотеатрі Жовтень.

## Мета проєкту
- Створення циклу короткометражних малобюджетних ігрових фільмів, присвячених соціально-культурним, політичним і ментальним причинам, що мотивують громадян України до еміграції.

### Очікування від реалізації проєкту
- Виробництво циклу ігрових короткометражних фільмів соціального спрямування, що художньо осмислюють сучасну українську реальність.
- Постання — через творчо-виробничу практику — нового покоління українських сценаристів, кінорежисерів, акторів, продюсерів.
- Задоволення попиту українського суспільства на українське кіно.
- Участь українського кінематографа у престижних міжнародних фестивалях.
- Формування іміджу України, як країни, в якій прагнуть і можуть знімати сучасне — мистецьки вартісне й соціально активне, загострене, небайдуже — конкурентноспроможне кіно.

### Учасники проєкту
1. Українські кінематографісти молодшого та середнього віку.
2. Творче об'єднання «УДАР ЛСД» (Українська Драма — Актуальна Реальність: Лабораторія Сучасної Драматургії).
3. Українські незалежні кіновиробничі студії.

## Перелік стрічок
| № | Назва | Рік  | Режисер                  | Сценарист                     | У ролях | Тривалість | Кінокомпанія                                                                                                   |
| --- | --- | ---- | ------------------------ | ----------------------------- | --- | ---------- | --- |
| 1 | Без ГМО | 2012 | Артюгіна Лариса          | Артюгіна Лариса               | Анастасія Касілова, Олександр Алексєєв, Віталіна Біблів | 10 хв.     | Film Toaster Production, Кінотур                                                                               |
| 1 | У молодої жінки трагічно загинув чоловік. З можливих видів поховання вона вибирає кремацію. Жінка запізнюється на церемонію похорону … Один з працівників крематорію вже отримав останки її чоловіка, і перемелює їх у дробильній машині. Потім акуратно вкладає в урну пакет і висипає туди попіл. Але не весь. Залишає приблизно жменю і завченим рухом відсипає в заздалегідь підготовлену сумку на коліщатках… Коли сумка стає повною, працівник крематорію забирає її додому … На балконі у нього ростуть помідори, які потребують добрива. |      |                          |                               | |            | |
| 2 | Гамбурґ | 2011 | Володимир Тихий          | Іван Тімшин                   | Тарас Денисенко, Ольга Артеменко, Гордій-Михайло Денисенко, Ольга Туранська, Костянтин Жарков | 6 хв.      | Film Toaster Production, thecoffeepost, студія «Наши Люди»                                                     |
| Усе своє свідоме життя герой фільму хотів виїхати до Америки. У найгіршому випадку — до Європи. Проте, його мрії судилося збутися тільки частково — за кордон виїжджає лише його нирка… | |      |                          |                               | |            | |
| 3 | Смак морозива | 2011 | Тьєрі Дюссе              | Тьєрі Дюссе                   | | 12 хв.     | Pronto Film, thecoffeepost                                                                                     |
| Маленький Сєва спостерігає за тим, як розпадається його сім'я, але нічого не може вдіяти з цим. Батько і мати розлучаються, тому що мама вирішила їхати за кордон. Перед від'їздом батько бере сина на прогулянку. Вони рухаються своїм звичним маршрутом — зоопарк, кафе-морозиво, парк. Зазвичай такі прогулянки приносили Сєві велику радість… Тільки не сьогодні. | |      |                          |                               | |            | |
| 4 | Та поїду! | 2011 | Валерій Шалига           | Михайло Марков                | Люба Канюка, Андрій Мельник, Лілія Майборода, Ілля Майєр | 10 хв.     | Pronto Film, thecoffeepost                                                                                     |
| Аби утримувати чоловіка, сина та матір, головна героїня їздить за кордон працювати різноробочою. Щоразу, як вона повертається додому — обіцяє собі більше не їздити на заробітки. І щоразу їде знову. Адже у всіх членів родини уже є певні звички — матері подобається дивитись телевізор, син хоче красиво одягатись і мати модний телефон, а чоловікові до вподоби випивати з друзями в гаражі. При цьому ніхто ніде не працює. Коли героїні в черговий раз телефонують і пропонують роботу, вона вагається, але дивиться на свою родину і розуміє — іншого виходу у неї нема.                                      | |      |                          |                               | |            | |
| 5 | Красива жінка | 2012 | Альона Алимова           | Наталія Ворожбит              | Поліна Войневич, Лілія Майборода, Істан Розумний | 14 хв.     | Film Toaster Production, thecoffeepost, студія «Наши Люди», KWA Sound Production, illuminator                  |
| Фільм веде про зраду… Він її звабив, Вона подумала, що то любов і відповіла йому взаємністю, та швидко прийшло гірке розчарування — Він нахабно надурив Її, наївну й довірливу. Зрада виявилася такою нестерпною, що Вона вирішила еміґрувати. Вона — це Україна?.. | |      |                          |                               | |            | |
| 6 | Борода | 2012 | Дмитро Сухолиткий-Собчук | Дмитро Сухолиткий-Собчук      | Зіновій Симчич Микола Гоменюк Марія Романова Джільберто Форті Світлана Скрипник Володимир Матейчук Євген Зелінський Яреміїк Ярослав | 25 хв.     | КНУТКіТ ім. І. Карпенка-Карого Two Glasses Studio Film Toaster Production thecoffeepost Wildfilm ФОП ЯКОВІЦЬКА |
| Старий чоловік доживає віку сам у порожньому напівзруйнованому селі. Ім'я старого пам'ятає хіба що його донька та сусід Ґєник. Люди в селі, позаочі, називають старого — Борода. Та доньки нема поруч, а сусід не розуміє, що в старого на душі… Борода годує курей, курить дешеві цигарки, ходить на риболовлю, дивиться на воду і чекає змін. Та одного разу в його руках опиняється патрон до рушниці… Ще мить і все зміниться… Борода зникне. | |      |                          |                               | |            | |
| 7 | Побачення | 2011 | Євген Матвієнко          | Іван Тімшин, Євген Матвієнко  | Оксана Філоненко, Сергій Малюга, Єгор Головков | 10 хв.10   | 2332 Production, thecoffeepost, студія «Наши Люди»                                                             |
| Аня має маленького сина й не має чоловіка. Аби виховувати дитину, жінці доводиться працювати на двох роботах — озвучувати мультики й… надавати сексуальні послуги телефоном. У Ані є постійний клієнт, він завжди дзвонить вчасно і ніколи не пропускає сеанси. Одного разу клієнт подзвонив, аби попрощатись — він їде й не зможе більше телефонувати. Жінці шкода, йому теж. Здається, у них зав'язались непогані стосунки. Жінка пропонує останній секс. Аня не підозрює, що для хлопця він і справді може стати останнім — звідти, куди він їде, повертаються не всі…                                              | |      |                          |                               | |            | |
| 8 | Очерет | 2011 | Руслан Батицький         | Руслан Батицький              | Володимир Ямненко Анастасія Стельмах Валерія Чайковська Василь Баша Андрій Колесник | 15 хв.     | Pronto Film |
| Розповідь про буденні та сумні миті останніх днів життя села, розказана крізь призму реальної історії. | |      |                          |                               | |            | |
| 9 | Зло (Сова) | 2012 | Оксана Казьміна          | Катерина Бабкіна              | Руслана Хазіпова Людмила Вишнева Андрій (Федот) Федотов (гурт «Перкалаба») Катерина Вишнева Володимир Муляр та Остап Данилів (гурт «Фолькнери») Ілля Калюкін Лідія Єрликова | 5 хв.      | 435films, thecoffeepost                                                                                        |
| Вагітна дівчина Леся без особливих перспектив на майбутнє живе в очікуванні дива. На зміну з подругою Олею вона працює нічною продавчинею в кіоску. Вдень вона спить, щоб не чути нарікань від безробітної матері. Через це дівчина називає себе совою. Щовечора, йдучи на зміну, Леся думає — щось станеться, і її життя зміниться. Щоранку дівчина, пригнічена тим, що нічого не сталося, іде додому. День і ніч, дійсність і страхітливі сновидіння героїні переплітаються — і вві сні, і на яву вона приречена на однакові втрати.                                                                                 | |      |                          |                               | |            | |
| 10 | Майже кохання | 2011 | Юлія Шашкова             | Юлія Шашкова                  | Ганна Тиха Юлія Ткаченко Римма Зюбіна Олег Загородній Владислав Кірякулов Ярослав Пасічник Віктор Лещинський | 10 хв.     | A Production, thecoffeepost, студія «Наши Люди»                                                                |
| Аня і Ліза звичайні школярки — вони п'ють каву, нишком курять сигарети, мріють про хлопців і дуркують. Одного разу Аня, побившись об заклад із подругою, виходить до парку повністю гола, лише в самому пальті, і розкривається перед сусідом, що вигулює собаку. Хлопець забув про цей інцидент, щойно сів до свого шикарного авта. На нього чекає блискуча кар'єра за кордоном і ще безліч таких дівчат. Для Ані цей вибрик теж минув без сліду. Майже… Бо тепер, роблячи фізкультурні вправи, вона лічить англійською.                                                                                              | |      |                          |                               | |            | |
| 11 | Янгол смерті | 2011 | Володимир Тихий          | Марися Нікітюк                | Ярослав Гаврилюк Світлана Сердюкова Марія Новохацька Ольга Туранська Марія Шпакович | 21 хв.     | Світлофор фільм, Платформа кіно                                                                                |
| У дяді Толі повісилась дружина, а діти виїхали за кордон. Він живе один і почувається дуже самотньо. Аби заглушити це почуття, дядя Толя починає спілкуватись із Богом. Він молиться щодня і просить, аби Бог відновив справедливість і змусив страждати не лише його, а й решту людей. Якби всі померли, а грішники — в особливих муках, дядя Толя отримав би спокій. Але Бог не відповідає на молитви свого раба, і тоді дядя Толя вирішує взяти на себе його функції. | |      |                          |                               | |            | |
| 12 | Гриби | 2011 | Валерій Шалига           | Валерій Шалига                | Раїса Голенок, Ангеліна Фендрікова, Віталій Шуба | 5 хв.      | Pronto Film |
| Степанівна і її подруга — дві жінки старшого віку. Вони заробляють гроші, продаючи на базарі гриби. Жінки знають дуже хороші місця — там повно великих і красивих грибів. Їх возить туди родич-міліціонер на автомобілі. Тому що в ті місця закрито доступ для звичайних громадян, і туди не ходить транспорт. Це територія Чорнобильської АЕС. | |      |                          |                               | |            | |
| 13 | Арівідерчі, Серього! | 2012 | Андрій Тимощук           | Олена Шевченко                | Олена Шевченко Олексій Пасічник | 11 хв.     | |
| Він мріяв про цей день дуже довго. Втекти! Якомога далі від цієї провінційної країни, від людей, що деградують. Нарешті валізи спаковані, квиток на руках, лише декілька кілометрів відділяють цей парк від аеропорту і все: арівідерчі, Україно, бонжорно, Італіє! Але якийсь важкий смуток у душі не відпускає. Чи то осінь, чи передчасна ностальгія… Хто серед оцих нікчемних людців, що вештаються парком, зміг би його зрозуміти? Пояснити йому, звідки взялася ця щемка туга, і як її позбутися? Вислухати сповідь майбутнього еміґранта доведеться людині, яка, на перший погляд, не дуже для цього підходить… | |      |                          |                               | |            | |
| 14 | Ворона | 2012 | Максим Черниш            | Оксана Савченко               | Дар'я Орєхова, Інна Мірошниченко, Сергій Лутюк, Сюзанна Арсентьєва, Ян Арсентьєв | 26 хв.     | Pronto Film |
| Оля і Зіна — сестри. В Олі — чоловік і діти. У Зіни — папуга і кіт. Оля перебралася жити до Німеччини і не змогла доглядати за матір'ю, що помирала від важкої хвороби. Зіна покинула кар'єру художниці й присвятила весь свій час хворій. Обох жінок точать образи, недомовленість і докори сумління. Їх розділяють кордони й соціальний стан. І все ж залишається щось невловиме — воно щоразу штовхає сестер на зустріч, хоч і віртуальну. І щоразу рятує від трагедії, на яку кожна така зустріч загрожує обернутись.                                                                                              | |      |                          |                               | |            | |
| 15 | Хата при дорозі | 2012 | Віктор Сухобрус          | Дан Воронов                   | Йосип Найдук Сергій Нікітін Олексій Євченко Андрій Іванов Олексій Бєлоножко | 8 хв.      | Pronto Film |
| Він живе сам-один. У нього немає нічого, тільки стара хата при дорозі. Дід любить сидіти на порозі цієї хати й курити люльку. Навколо на багато кілометрів — жодних сусідів. Тож гості у цьому домі — дуже рідкісне явище. Та одного дня до дідової хати під'їжджає великий чорний джип… і почалось… | |      |                          |                               | |            | |
| 16 | Ключ | 2012 | Артур Млоян              | Артур Млоян                   | Анастасія Шевченко Галина Корнєєва Дмитро Ярошенко Ігор Постолов | 18 хв.     | Film Toaster Production                                                                                        |
| Василь вирушає на заробітки за кордон. Додому він привезе чималу суму грошей і сподівається, що зможе витратити їх на підтримку своєї родини. Але чи буде на кого витрачати ці гроші? У хворої матері, схоже, обмаль часу. А надії у коханої дівчини — ще менше. | |      |                          |                               | |            | |
| 17 | Національна ідея в Україні | 2012 | Дан Воронов              | Дан Воронов                   | Ольга Бобровська Олександр Бойко Олександр Фурман | 11 хв.     | Fresh Productions                                                                                              |
| 17 | - Синопсис - Сценарій фільму «Н.І.В.У.» |      |                          |                               | |            | |
| 18 | Ксенофілія | 2012 | Ілля Калюкін             | Ілля Калюкін                  | Руслана Хазіпова Артем Шургальський Олег «Мох» Гнатів Артур Млоян | 10 хв.     | 435 Films |
| 18 | Історія чистої любові у брудних обставинах. |      |                          |                               | |            | |
| 19 | Ґауді | 2012 | Аксиня Куріна            | Марися Нікітюк                | Віктор Марвін, Валентин Бойко, Ганна Адамович, Алла Сергійко, Алла Самойленко | 21 хв.     | 435 Films, Кінотур                                                                                             |
| 19 | Студент архітектурного факультету Віктор закоханий в Барселону і роботи Ґауді. Він прагне здобути ґрант на навчання в Барселоні і чекає відповіді з іспанського університету. Поки в барселонському університеті вирішують, чи приймати до своїх лав студента з України, він карколомно котиться на самісіньке дно… Чи встигне рятівний лист прийти вчасно? |      |                          |                               | |            | |
| 20 | Ядерні відходи | 2012 | Мирослав Слабошпицький   | Мирослав Слабошпицький        | Сергій Гаврилюк Світлана Штанько | 29 хв.     | Fresh Productions                                                                                              |
| Він — водій вантажівки на заводі утилізації ядерних відходів у Чорнобильській зоні. Вона працює там само в пральні. Їхні життя й робота підпорядковані одному ритмові й розписані за годинами. Але що приводить у рух механізм їхніх буднів — день за днем? | |      |                          |                               | |            | |
| 21 | Пиріг | 2012 | Юрій Ковальов            | Ганна Грабарська              | Валерій Астахов Ліна Будник Валерій Гнеушев Олег Загородній Артем Мяус Микита Сітдіков Андрій Черняк Олег Стешаков Сергій Крупеня | 16 хв.     | Світлофор Фільм, Платформа Кіно                                                                                |
| У провінційному українському містечку всі знають один одного на ім'я і живуть, наче одна велика родина. Баба Зіна пече пироги, частує ними місцевих підлітків… і їм же продає наркотики. Бабу Зіну «кришує» місцева злочинна еліта, вона ж — міліція. Коли керівник злочинної еліти приходить по відсотки, баба Зіна дбайливо пропонує йому обід. Бо це ж її рідний син… | |      |                          |                               | |            | |
| 22 | Коротка історія | 2012 | Іван Тімшин              | Іван Тімшин                   | Микола Васильєв Катерина Нетребко | 3 хв.      | Артхаус Трафік                                                                                                 |
| Вітя — карлик. В Україні для таких, як він, не передбачено ані соціального забезпечення, ані навіть банальних зручностей в метро, під'їздах, ліфтах і т. д. Власне, тому що «тут таких не люблять», Вітя вирішує емігрувати. На запитання «А чи люблять таких там?» він не знає відповіді… | |      |                          |                               | |            | |
| 23 | Як козаки у космос полетіли | 2012 | Євген Матвієнко          | Євген Матвієнко               | В'ячеслав Погудін, Георгій Гавриленко, Лука Матвієнко, Лілія Матвієнко, Тарас Денисенко, Ірина Коротковських, Сергій Сорокін, Валерій Скрипка, Ігор Левенець | 26 хв.     | 435 Films |
| У Саші є будинок в селі Благодатне і зразкова, любляча дружина. Вони чекають другу дитину, виплачують кредит за великий холодильник, мріють накопичити грошей на газовий котел. А в майбутньому — купити «Ланос» і махнути сім'єю до Криму. Аби втілити всі ці невибагливі мрії в життя, Саші довелося розробити хитромудру схему грошових маніпуляцій. Випадково Сашині махінації викривають. Поїздка до Криму, схоже, відкладається. | |      |                          |                               | |            | |
| 24 | Швейцарський годинник | 2012 | Володимир Цивінський     | Марися Нікітюк                | Станіслав Боклан Дмитро Суржиков | 18 хв.     | |
| Яйце — символ світобудови. Годинник вміщає час. Самотній чоловік дізнається, як з допомогою годинника можна зварити яйце — і наважується на експеримент. | |      |                          |                               | |            | |
| 25 | Останній день | 2012 | Анастасія Касілова       | Анастасія Касілова Павло Юров | Олександр Сіденко Наталя Кленіна Станіслав Боклан Ліна Будник Тетяна Круліковська Олеся Жураківська Микола Боклан Павло Бекетов Марія Єременко Василь Баша Костянтин Данилюк Володимир Коваль Михайло Досенко Андрій Павленко Валентина Хорошун Олесь Кацион Дмитро Сова Сергій Беседін Павло Юров Марія Шуб Олексій Авдєєв | 13 хв.     | |
| Батьки шістнадцятирічного Сашка прагнуть кращого життя. Для себе і для своєї дитини. Вони вирішили залишити Україну й переїхати до Америки. Завтра життя хлопця повністю зміниться… | |      |                          |                               | |            | |